# Филипе ду Карму, Шикиту
Шикито Филипе ду Карму или Кито (порт. Chiquito Filipe do Carmo; род. 25 октября 1986 годa, Дили, Восточный Тимор) — восточнотиморский футболист, нападающий клуба «Персику Динамо Купанг» и сборной Восточного Тимора.

## Биография
Шикиту ду Карму родился в Дили 25 октября 1986 года.
22 октября 2010 года состоялся его дебют за сборную Восточного Тимора в квалификации AFF Suzuki Cup 2010 года в матче против Филиппин. Первый гол за сборную забил 24 октября 2010 года Камбодже на том же турнире.
В отборочном турнире на чемпионат мира 2018 года в матче против Монголии (4:1) отличился дублем

## Голы за сборную
| № | Дата            | место встречи                                   | противник | Гол  | Результат | Соревнование                     |
| - | --------------- | ----------------------------------------------- | --------- | ---- | --------- | -------------------------------- |
| 1 | 24 октября 2010 | Новый Лаос Национальный стадион, Вьентьян, Лаос | Камбоджа  | 1 −0 | 2-4       | Квалификация чемпионата AFF 2010 |
| 2 | 26 октября 2010 | Национальный Лаосский стадион, Вьентьян         | Лаос      | 1 −0 | 1-6       | Квалификация чемпионата AFF 2010 |
| 3 | 12 марта 2015   | Национальный стадион, Дили, Восточный Тимор     | Монголия  | 1 −0 | 4-1       | Квалификация на ЧМ-2018          |
| 4 | 12 марта 2015   | Национальный стадион, Дили, Восточный Тимор     | Монголия  | 2 −0 | 4-1       | Квалификация на ЧМ-2018          |